# Loxosceles zapoteca
Loxosceles zapoteca là một loài nhện trong họ Sicariidae.
Loài này thuộc chi Loxosceles. Loxosceles zapoteca được miêu tả năm 1958 bởi Gertsch.